# Дмитрин, Александр Григорьевич
Александр Григорьевич Дмитрин — советский государственный и партийный деятель.

## Биография
Родился 28 августа (9 сентября по н.с.) 1914 года, в пос. Кыштым Екатеринбургского уезда Пермской губернии. Член ВКП(б) с 1938 года.

### Послужной список
- 1928 — 31 гг. — в Кыштыме: ученик школы ФЗО механического завода
- 1931 — 33 гг. — слесарь, бригадир монтажной бригады
- 1933 — 36 гг. — нач. кузнечно-механического цеха графито-корундового комбината
- 1936 — 38 гг. — служил в мотострелковой дивизии особого назначения НКВД (Москва)
- 1938 — 40 гг. — техник, пом. гл. механика механического завода (Кыштым)
- 1940 — 41 гг. — заведующий военным отделом Кыштымского райкома ВКП(б)
- 1941 — 44 гг. — инструктор, заместитель зав. воен. отделом Челябинского обкома ВКП(б)
- 1944 — 46 гг. — зав. отделом и зам. председателя Челябинского облисполкома
- 1946 — 48 гг. —  2-й секретарь Миньярского райкома ВКП(б).
- 1948 — 51 гг. —  1-й секретарь Варненского райкома ВКП(б);
- 1951 — 52 гг. — секретарь Челябинского обкома ВКП(б)
- 1952 — 53 гг. — ответственный контролер Комитета партийного контроля при ЦК ВКП(б)
- 1953 — 54 гг. — инструктор отдела партийных, профсоюзных и комсомольских органов ЦК ВКП(б)
- 1954 — 56 гг. — инструктор отдела парт. органов ЦК КПСС по РСФСР;
- 1956 — 57 гг. — инспектор ЦК КПСС;
- 1957 — 65 гг. — 1-й секретарь обкома КПСС Коми АССР
- 1965 — 80 гг. — заместитель министра лесной, целлюлозно-бумажной и деревообрабатывающей промышленности СССР.
- 1980 — 86 гг. — директор филиала института повышения квалификации Минлеспрома СССР (г. Пушкино, Ленингр. обл.).

Избирался членом Центральной Ревизионной комиссии ЦК КПСС, депутатом Совета Союза Верховного Совета СССР V созыва (1958—1962) от Сыктывкарского избирательного округа № 385 и VI созыва (1962—1966) от Сыктывкарского избирательного округа № 406 Коми АССР.
Персональный пенсионер республиканского значения (1980).
Умер 24 февраля 2001 года в Москве. Похоронен на Троекуровском кладбище.

## Награды
- орден Ленина,
- орден Трудового Красного Знамени,
- орден «Знак Почета»,